# Classe Anawrahta

La corvette de classe Anawrahta est une classe de corvettes récentes construite et exploitée la marine birmane.

## Historique
L' UMS Anawrahta (771) a été mis en service en 2001. Le navire a été construit localement avec l'aide technique de la Chine. La corvette de classe Anawrahta comprend diverses suites électroniques et systèmes d'armes de Chine, d'Israël et de Russie. Le navire de tête de la classe porte le nom d'Anawrahta, fondateur de la dynastie pagan de la Birmanie.
Le deuxième navire, l' UMS Bayinnaung (772) qui porte le nom du roi Bayinnaung de la dynastie Taungû, a été mis en service en 2003.
La marine birmane a lancé une troisième corvette furtive, l' UMS Tabinshwehti (773), en novembre 2014. Celle-ci était de conception améliorée avec des fonctionnalités furtives et un hangar pour l'hélicoptère embarqué.

## Galerie

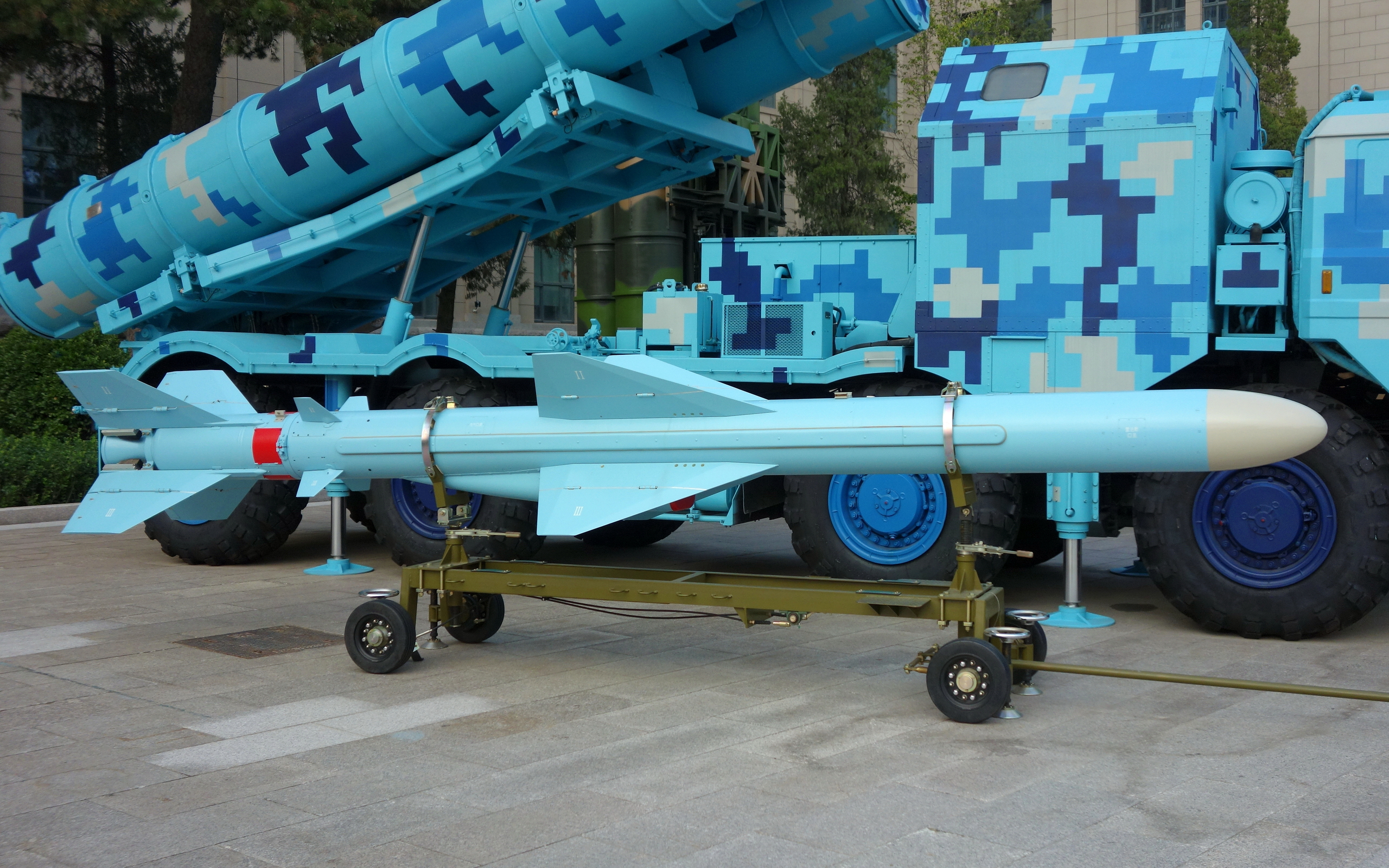
Missile chinois YJ-83 (C-802)
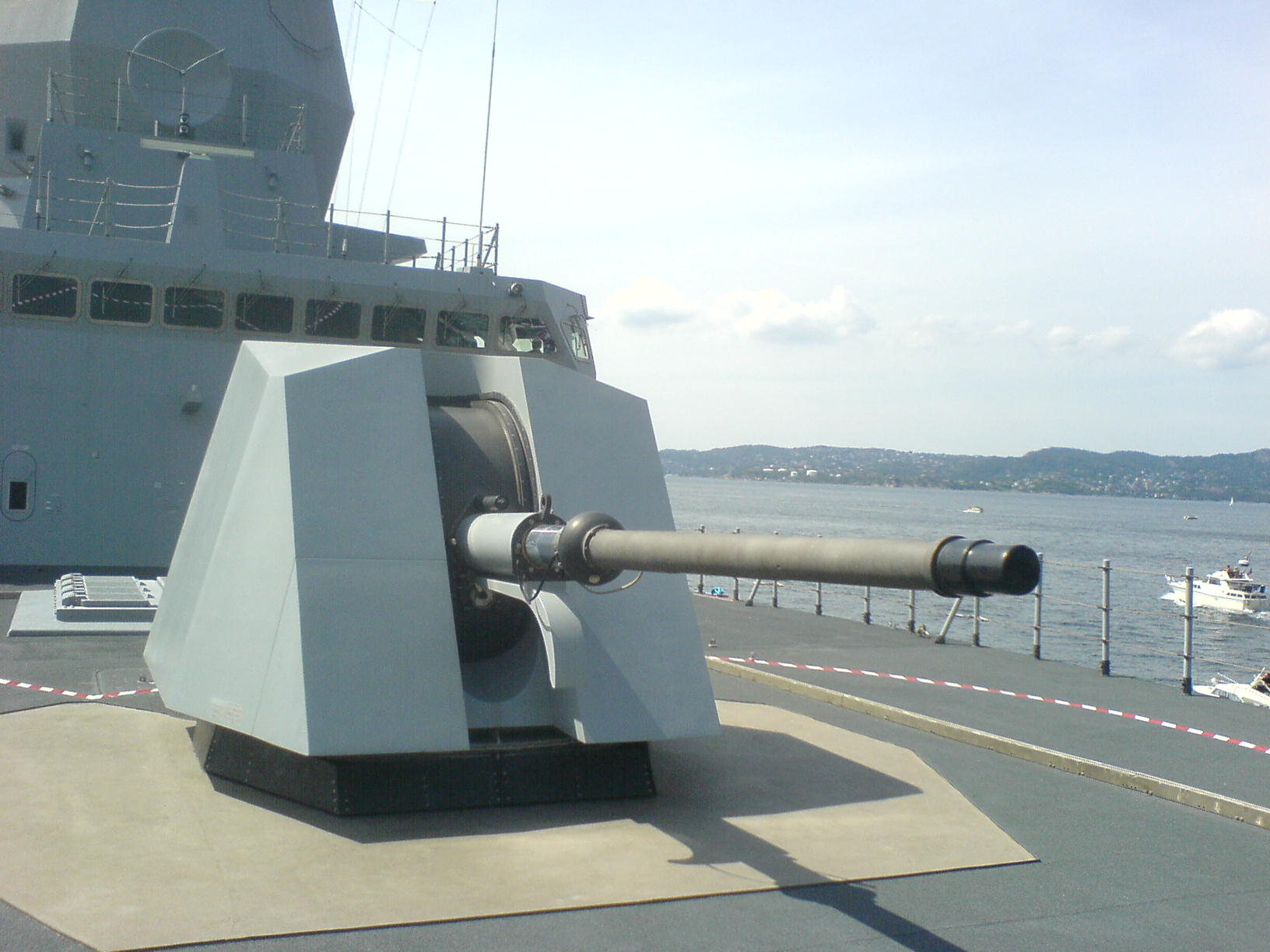
Otobreda de 76 mm
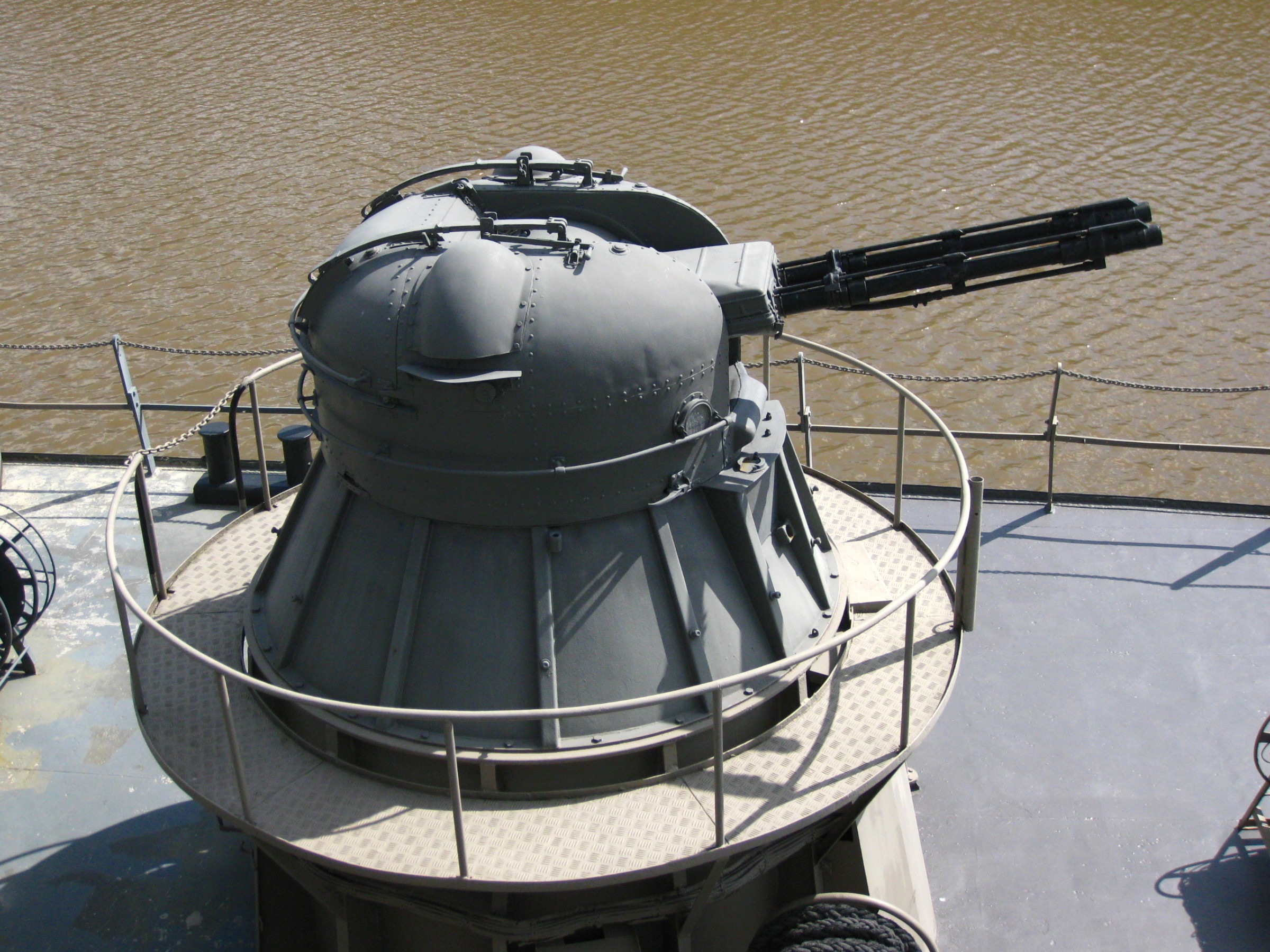
Canon CIWS AK-230